# Mimózaformák
A mimózaformák (Mimosoideae) a hüvelyesek rendjének (Fabales, Leguminosae) pillangósvirágúak családjának (Fabaceae) egyik alcsaládja. Minden korábbi növényrendszerben különálló családnak tekintették a renden belül Mimosaceae néven, csak az APG- és az APG II-rendszerben kerültek be a pillangósvirágúak közé, mint alcsalád. Érdekes, hogy az Urania Növényvilág rendszerében alcsaládi rangon szerepel, de csak azért, mert itt a hüvelyesek nem mint rend, hanem mint család szerepel, mivel hüvelyesek ott csak a rózsavirágúak (Rosales) egyik családja Fabaceae (Liguminosae) néven.

## Leírás
A mimózák nagy része fa- vagy cserje alkatú növény, csak kevés köztük a lágyszárú. Leveleik kétszeresen szárnyasan osztottak. Apró virágaik tömött fejecskékbe, fürtökbe vagy füzérekbe tömörülnek. Csalogató hatásukat hosszú, sokszor több centiméter nagyságú és színes porzószáluk adja. A virágszerkezet a pillangósvirágúakon belül a legősibb. A virágok szimmetriája sugaras, a szirmok a bimbóban fedelékesek, vagyis az egymás mellett lévők széle fedi egymást. A virágkörök öt tagúak, a porzók száma sok – másodlagos sokporzósság –, gyakran néhány száz, vagy legalább duplája a sziromleveleknek. A pollenszemcsék gyakran többesével – egészen 32-ig – együtt maradnak ún. pakétákban. Magvaiknak gyakran ehető külső burka, és meglehetősen hosszú köldökzsinórja van.

## Rendszerezés és fajok
A mimózaformák a pillangósvirágúak legkisebb alcsaládja, 40 nemzetségükbe kb. 2800 faj tartozik. Nagy részük a trópusokon és szubtrópusokon él, legjellegzetesebbek a szavannaerdőkben, ahol az akáciák (Acacia sp.) a fő társulásalkotók, de a cserjeszintben is élnek mimózaformák (pl. átokmimóza – Dichrostachys cinera). Néhány esőerdei fa – még óriásfák is – található a mimózák között.
Jellegzetes, a tigmonasztiáról nevezetes faj a szemérmes mimóza (Mimosa pudica), melynek érintés hatására összecsukódnak a levelei, és levélnyelei is lehajolnak. Hasonlóan tigmonasztiát mutat a lusta mimóza (Mimosa pigra), de – mint neve is mutatja – mozgása lassúbb. Mindkét faj pántrópusi gyomnövény. Az Acacia és Brachystegia génuszok fajai – mint már olvashattuk – az ausztráliai, ázsiai (India) és afrikai szavannák jellegzetes fái. Egyes akáciák levélszerű fillódiumokat fejlesztenek, mások hangyanövények, és pálhatöviseik tövénél hangyák lakta üregek fejlődnek. Számos fa kérge gumi- és mézgaanyagot (pl. Acacia senegal, Acacia abyssinica), valamint cserzőanyagokat tartalmaz (Acacia mearnsii). Az indiai tamarind (Tamarindus indica) magas C-vitamin-tartalmú hüvelyterméseit gyümölcs- és üdítőitalként használják fel. A nálunk mimózaként árult díszvirág az ausztráliai Acacia dealbata nevű fa virága.